# Kaasikaia
Kaasikaia is een plaats in de Estlandse gemeente Toila, provincie Ida-Virumaa. De plaats heeft de status van dorp (Estisch: küla).

## Bevolking
Het dorp had 33 inwoners op 31 december 2011 en 24 inwoners op 31 december 2021.